# Mormyrus bernhardi
Mormyrus bernhardi é uma espécie de peixe da família Mormyridae.
É endémica do Quénia. 